# Glycogène-synthase kinase 3
La glycogène-synthase kinase 3 (GSK-3) est une sérine/thréonine protéine-kinase qui régule l'ajout de molécules de phosphate sur les résidus d'acides aminés sérine et thréonine. Découverte en 1980 comme kinase régulatrice de la glycogène synthase (GS), elle a depuis été identifiée comme protéine kinase pour plus de 100 protéines différentes dans diverses voies,. Chez les mammifères, dont l'homme, la GSK-3 existe sous forme de deux isoenzymes codées par deux gènes homologues : GSK-3α (GSK3A) et GSK-3β (GSK3B). La GSK-3 a fait l'objet de nombreuses recherches, car elle est impliquée dans de nombreuses maladies, notamment le diabète de type 2, la maladie d'Alzheimer, l'inflammation, le cancer, les addictions et le trouble bipolaire.
GSK-3 est une protéine-kinase sérine/thréonine qui phosphoryle soit la thréonine soit la sérine, et cette phosphorylation contrôle une variété d'activités biologiques, telles que le métabolisme du glycogène, la signalisation cellulaire, le transport cellulaire et d'autres. L'inhibition de la glycogène-synthase par GSK-3β conduit à une diminution de la synthèse du glycogène dans le foie et les muscles, ainsi qu'à une augmentation de la glycémie ou une hyperglycémie. C'est pourquoi GSK-3β est associé à la pathogenèse et à la progression de nombreuses maladies, telles que le diabète, l'obésité, le cancer, et la maladie d'Alzheimer. Il est actif dans les cellules au repos et est inhibé par plusieurs hormones telles que l'insuline, le facteur de croissance de l’endothélium vasculaire et le facteur de croissance dérivé des plaquettes. L'insuline inactive indirectement GSK3 par phosphorylation en aval des résidus sérine spécifiques Ser21 et Ser9 dans les isoformes α et β de GSK-3, respectivement via la voie de signalisation PI3K/AKT,.
En 2019, GSK-3 est le seul type de glycogène-synthase kinase identifié et reconnu. Les symboles génétiques de GSK1 et GSK2 ont été retirés par le Comité de nomenclature des gènes HUGO (HGNC), et aucun nouveau nom ni localisation n'ont été spécifiés pour ces « gènes ».

## Mécanisme
GSK-3 fonctionne en phosphorylant un résidu sérine ou thréonine sur son substrat cible. Une poche chargée positivement adjacente au site actif se lie à un groupe phosphate d'amorçage fixé à quatre résidus sérine ou thréonine en C-terminal du site de phosphorylation cible. Le site actif, situé aux résidus 181, 200, 97 et 85, se lie au phosphate terminal de l'ATP et le transfère à la cible sur le substrat.

### Glycogène-synthase
La glycogène-synthase est une enzyme responsable de la synthèse du glycogène. Elle est activée par le glucose-6-phosphate (G6P) et inhibée par les glycogènes synthases kinases (GSK3). Ces deux mécanismes jouent un rôle important dans le métabolisme du glycogène.